# PU Puppis
PU Puppis (PU Pup) är en dubbelstjärna belägen i den mellersta delen av stjärnbilden Akterskeppet. Den har en högsta skenbar magnitud av ca 4,69 och är synlig för blotta ögat där ljusföroreningar ej förekommer. Baserat på parallaxmätning inom Hipparcosuppdraget på ca 5,27 mas beräknas den befinna sig på ett avstånd av ca ljusår (ca 190 parsec) från solen. Den rör sig bort från solen med en heliocentrisk radialhastighet av ca 41 km/s.

## Egenskaper

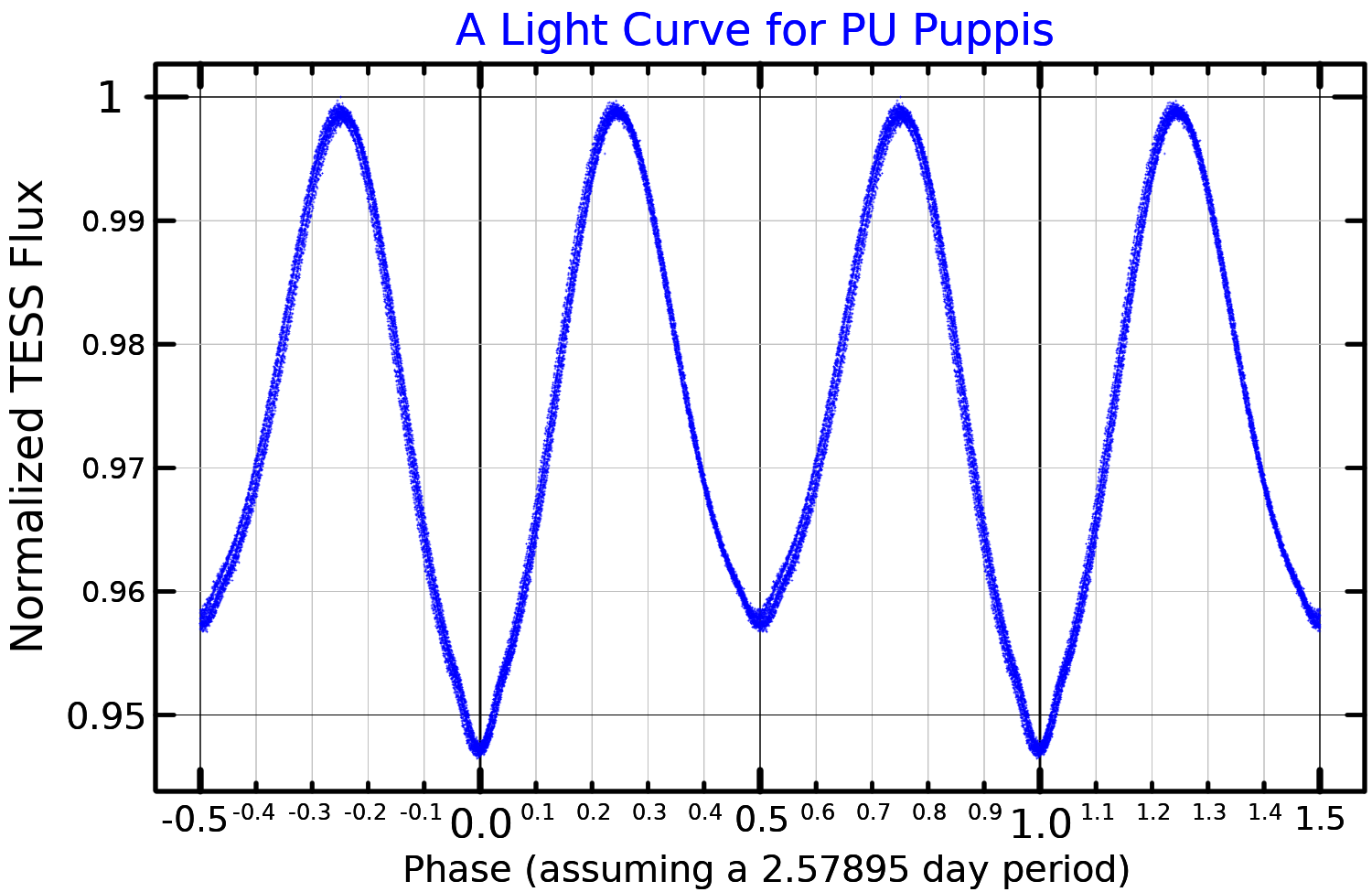
Ljuskurva för PU Puppis, plottad från TESS-data.

Primärstjärnan PU Puppis A är en blå till vit jättestjärna av  spektralklass B8 III. Den har en massa av ca 4 solmassor, en radie av ca 0,9 solradie och utsänder energi från dess fotosfär motsvarande ca 695 gånger solen vid en effektiv temperatur av ca 11 500 K. Stjärnans skenbara magnitud varierar mellan 4,75 och 4,69 med en period av 2,58 dygn.
Följeslagaren PU Puppis B har en massa av ca 0,65 solmassa, en radie av ca 6,6 solradie och utsänder energi från dess fotosfär motsvarande 0,50 gånger solen vid en effektiv temperatur av ca 5 000 K. Den  uppskattas till magnitud 5,6, även om nya observationer har misslyckats med att bekräfta detta.